# Domingo Arrieta León
General Domingo Arrieta León  fue un militar mexicano que participó en la Revolución Mexicana .

## Inicios
Nació en Vascogil, municipio de Canelas, Durango, el 4 de agosto de 1874 en pleno corazón de las quebradas; fue hijo de un matrimonio humilde formado por el señor Teófilo Arrieta y la señora Soledad León. Desde sus años mozos se vio obligado a trabajar en las minas y en la arriería, transportaba metales a lomo de bestia y llevaba mercancías a las minas de la región.  Esto hizo posible que al paso del tiempo conociera con perfección la geografía y la intrincada topografía del terreno en diversas zonas de la Sierra Madre Occidental, en el Noroeste de Durango. En esta etapa de su vida observó no sólo con tristeza sino con indignación la explotación de que eran objeto los trabajadores de las minas, así como del saqueo constante de los recursos naturales propios. La precaria estabilidad política y social se había mantenido con injusticias cometidas en detrimento de jornaleros, campesinos y, en general, de la gente más desamparada del México de ese entonces; sobre todo en perjuicio de los ciudadanos que habitaron aquellas apartadas regiones, localizadas en puntos carentes de toda comunicación. Todo ello hubo de provocar unificación de criterios entre los Mexicanos vapuleados por la dictadura y un estado de alerta para lanzarse en cualquier momento a la lucha y así conquistar los derechos humanos más elementales. El levantamiento de Francisco I. Madero, llevado a cabo el 20 de noviembre de 1910, tuvo influjo en todos los Estados y regiones de la República.  En la sierra de Durango, Domingo Arrieta y sus hermanos fueron de los primeros en tomar las armas. En esta hazaña les siguieron infinidad de vecinos, tanto de las quebradas como de la propia serranía. Militó en las filas del antirreeleccionismo y en 1910, se pronunció a favor del Plan de San Luis, lanzándose a la lucha el 20 de noviembre junto con sus hermanos José, Mariano y Eduardo.

## La Lucha Armada
Entre diciembre de 1910 y mayo de 1911 encabezaron a los grupos rebeldes de su localidad, y unidos a otros grupos sitiaron y tomaron Santiago Papasquiaro en abril; luego continuaron hacia la ciudad de Durango, la cual tomaron el mes de mayo, al celebrarse los Tratados de Ciudad Juárez. Al triunfo del movimiento maderista se le expidió el grado de Coronel, y formó con su tropa el Regimiento Auxiliar de Caballería “Guadalupe Victoria”, encargado de guarnecer la Ciudad de Durango. 
En 1913, al ocurrir el cuartelazo de Victoriano Huerta volvió a levantarse en armas, adhiriéndose al Plan de Guadalupe; dirigió la lucha en su estado, junto a su hermano Mariano Arrieta León, Calixto Contreras y Orestes Pereyra. En abril de 1913 sitiaron la ciudad de Durango; aunque fracasaron lograron tomar la Ciudad el 18 de junio, con la ayuda de Tomás Urbina. Esta población no la volvió a recuperar el gobierno huertista en su lucha contra los rebeldes, los que instalaron un gobierno provisional y nombraron gobernador al ingeniero Pastor Rouaix. En agosto de 1913, Venustiano Carranza se detuvo en Durango, en su camino a Sonora y conferenció con los hermanos Arrieta y el gobernador local. Domingo Arrieta fue ascendido a General, con el carácter de Comandante Militar en el Estado. En los últimos meses de ese año cooperó con Álvaro Obregón cuando este emprendió su campaña hacia el sur, por el estado de Sinaloa; participó en la Toma de Culiacán en el mes de noviembre de 1913. En marzo de 1914 a pesar de la orden de Venustiano Carranza de que las fuerzas militares disponibles en la parte norcentral del país apoyasen en la Batalla de Torreón, las fuerzas de los hermanos Arrieta fueron eximidas de participar por la desconfianza que había entre estos y Francisco Villa. Las razones de la discordia no son claras, pero sí fueron sus consecuencias: Villa amenazó, en abril, con imponer la paz en Durango aún mediante la ejecución de algunos jefes antihuertistas. En junio de 1914, en su afán por adelantarse a Villa, ordenó la conquista de Zacatecas al General Pánfilo Natera García, Jefe de la Primera División del centro y a los hermanos Arrieta; el infructuoso ataque tuvo lugar entre los días 9 y 14 de junio. Obviamente, en el conflicto Villa-Carranza, en septiembre de 1914, Domingo Arrieta permaneció leal a Carranza y emprendió una activa campaña contra los villistas, al grado que logró desalojarlos del estado de Durango. Estuvo representado en la Convención de Aguascalientes por Clemente Osuna, votando a favor de Venustiano Carranza.

## Desenlace
Restablecido el orden constitucional fue elegido gobernador de Durango, cargo que desempeñó de agosto de 1917 a mayo de 1920; durante su gobierno protestó por el lento paso de la reforma agraria. A la muerte de Venustiano Carranza desconoció al gobierno de Adolfo de la Huerta y se levantó en armas. Se amnistió con el presidente Álvaro Obregón, quién le reconoció el grado de General de Brigada. De 1936 a 1939 fue senador de la República por su estado natal; en 1940 se le concedió el grado de divisionario. Murió en la Ciudad de Durango el 18 de noviembre de 1962.

## Cronología
• Agosto de 1874 Nacimiento de Domingo Arrieta. 
• Noviembre de 1910 Inicio de la Revolución. Domingo Arrieta y sus hermanos se lanzan a la lucha en el poblado de Mesa de Guadalupe, en Canelas, Durango. 
• Enero a mayo de 1911 Tomas del mineral de Topia, Tepehuanes, Santiago Papasquiaro, Canatlán y Durango. 
• Mayo de 1911 Domingo Arrieta recibe el nombramiento de teniente coronel del Ejército Liberador por parte de Francisco I. Madero. 
• Agosto de 1911 Domingo Arrieta y Calixto Contreras son arrestados y enviados a la prisión de Santiago Tlatelolco en México, D.F. 
• Octubre de 1911 Francisco I. Madero es nombrado Presidente de México. 
• Agosto de 1912 Libres de cargos, Domingo Arrieta y Calixto Contreras son liberados de la prisión, reasumiendo el mando de sus tropas. 
• Septiembre de 1912 Domingo Arrieta guarnece la ciudad de Durango. 
• Febrero de 1913 Asesinato de Francisco I. Madero. Victoriano Huerta asume la Presidencia del país. 
• Marzo de 1913 Domingo Arrieta toma por segunda ocasión Santiago Papasquiaro, Durango. 
• Abril de 1913 Domingo Arrieta toma la ciudad de Durango. 
• Mayo de 1913 Domingo Arrieta toma el municipio de Canatlán, Durango. 
• Junio de 1913 Domingo Arrieta toma nuevamente la ciudad capital y es nombrado Comandante Militar. 
• Julio de 1913 El Ing. Pastor Rouaix, Gobernador Provisional de Durango enseña a Domingo Arrieta a leer y escribir. 
• Septiembre de 1913 Domingo Arrieta expide el Decreto Complementario a las Leyes Agrarias del Estado de Durango. 
• Octubre de 1913 Domingo Arrieta toma la ciudad de Culiacán, Sinaloa. 
• Diciembre de 1913 Domingo Arrieta desaloja la ciudad de Torreón, Coahuila del embate huertista. 
• Marzo de 1914 Domingo Arrieta toma el municipio de Gómez Palacio, Durango. Es nombrado General de Brigada. 
• Abril de 1914 El general Domingo Arrieta toma la ciudad de Torreón, Coahuila. 
• Junio de 1914 El general Domingo Arrieta toma la ciudad de Zacatecas. 
• Julio de 1914 Victoriano Huerta es exiliado del país.
• Agosto de 1914 Venustiano Carranza toma posesión de la Presidencia de México. 
• Agosto de 1914 a junio de 1916 El general Domingo Arrieta funge como Gobernador Interino y Comandante Militar del Estado de Durango. 
• Septiembre de 1914 Francisco Villa desconoce abiertamente a Carranza como Primer Jefe del Ejército Constitucionalista. 
• Septiembre de 1914 a junio de 1916 	El general Arrieta, fiel al carrancismo, expulsa a las fuerzas villistas de la entidad. 
• Diciembre de 1914 El general Arrieta derrota a los villistas y toma las poblaciones de San José de la Boca y Tepehuanes y las rancherías de Corrales y Pascuales. 
• Febrero de 1915 El general Mariano Arrieta se incorpora a las tropas del general Domingo Arrieta en el poblado de Agua Caliente, Durango. 
• Agosto de 1915 El general Arrieta toma Tepehuanes y Durango. 
• Octubre de 1915 El general Domingo Arrieta toma definitivamente la ciudad capital. 
• Noviembre de 1915 Derrota de los villistas en Pinos, municipio de Canatlán, Durango por el general Arrieta. 
• Junio a agosto de 1916 El general Arrieta se opone al avance de las tropas Norteamericanas en territorio Chihuahuense. 
• Septiembre de 1916 Ataque y toma de la ciudad de Chihuahua por parte del general Arrieta. 
• Octubre de 1916 Domingo Arrieta combate en Río Florido, San Isidro, La Concepción y Santa Rosalía, Camargo, Chihuahua. 
• Diciembre de 1916 a enero de 1917 	El general Arrieta participa en la toma de Torreón, Coahuila. 
• Febrero de 1917 El Presidente de la República, Don Venustiano Carranza, promulga la Constitución Política de México. 
• Agosto de 1917 a mayo de 1920 Domingo Arrieta es electo primer Gobernador Constitucional del Estado. 
• Junio de 1918 El gobernador Arrieta promulga la Ley de Tierras Ociosas del Estado. 
• Octubre de 1919 Domingo Arrieta elabora el proyecto de ley de trabajo del Estado libre y Soberano de Durango. 
• Mayo de 1920 Asesinato de Venustiano Carranza. 
• Noviembre de 1920 Álvaro Obregón toma la Presidencia del país. El general Arrieta se apresta nuevamente a las armas. 
• Febrero de 1921 Domingo Arrieta ataca y toma el municipio de San Francisco del Mezquital, Durango. 
• Abril de 1921 Domingo Arrieta toma el municipio de Tepehuanes, Durango. 
• Mayo a diciembre de 1921 Domingo Arrieta combate en Tepocatita, Otáez, Arroyo Chico, Tepehuanes, Santiago Papasquiaro, Tejamén, Promontorio, Canatlán, Potrero de Campa, La Hacienda de Torres, Las Ciénegas, Las Iglesias y Estación Cacaria, Durango. 
• Enero a junio de 1922 Domingo Arrieta ataca Las Cañas, Topia, La Zarca, La Cuchilla, Ciudad Lerdo, Otinapa, Otáez, Pánuco de Coronado, Indé y Promontorio. 
• Julio de 1923 Asesinato de Francisco Villa. El general Arrieta toma Santiago Papasquiaro, Durango. 
• Mayo de 1924 Último levantamiento en armas por parte del general Arrieta. 
• Septiembre de 1927 Domingo Arrieta reingresa al Ejército con su cargo de General de Brigada por acuerdo del Presidente de la República, General Plutarco Elías Calles. 
• Noviembre de 1931 El Honorable Senado de la República ratifica a Domingo Arrieta los grados de Coronel, General de Brigada, General Brigadier y es ascendido a General de División. 
• 1936 – 1940 Domingo Arrieta es Senador de la República por su estado natal. 
• Julio de 1940 La Comisión Pro Veteranos de la Revolución reconoce al general Arrieta como veterano de la misma por el primer y segundo periodos revolucionarios. 
• Noviembre de 1941 El general Arrieta es ascendido al grado de Divisionario. 
• Agosto de 1944 Se le concede al General Arrieta el retiro forzoso por edad. 
• Noviembre de 1958 Develación del monumento en su honor, en el atrio de la iglesia de San Agustín. 
• Noviembre de 1962 El general Arrieta fallece, a la edad de 88 años. Accionistas de la central camionera acuerdan denominarla “Central Camionera General Domingo Arrieta S.A. de C.V.” en su honor. 
• Noviembre de 1965 El nombre del general Arrieta es escrito con letras de oro en el recinto del Congreso del Estado. 
• Noviembre de 1979 Develación del monumento en la Glorieta de los Hermanos Arrieta por la Avenida 5 de Febrero.
• 2004-2010 El Gobernador Constitucional de Durango, Ismael Hernández Deras decide dar promoción a Francisco Villa y elimina así, el Museo de la Revolución en Durango "General Domingo Arrieta León", desambla sus dos monumentos para cambiarlos a locaciones menos transitadas. El monumento del atrio de San Agustín es trasladado al paseo de las Alamedas y la Glorieta de Avenida 5 de febrero es eliminada para colocar solamente el monumento a las afueras del Bulevar Domingo Arrieta. 
• Noviembre de 2010 México conmemora 100 años de la Revolución Mexicana